# 8cm polní kanón M 17

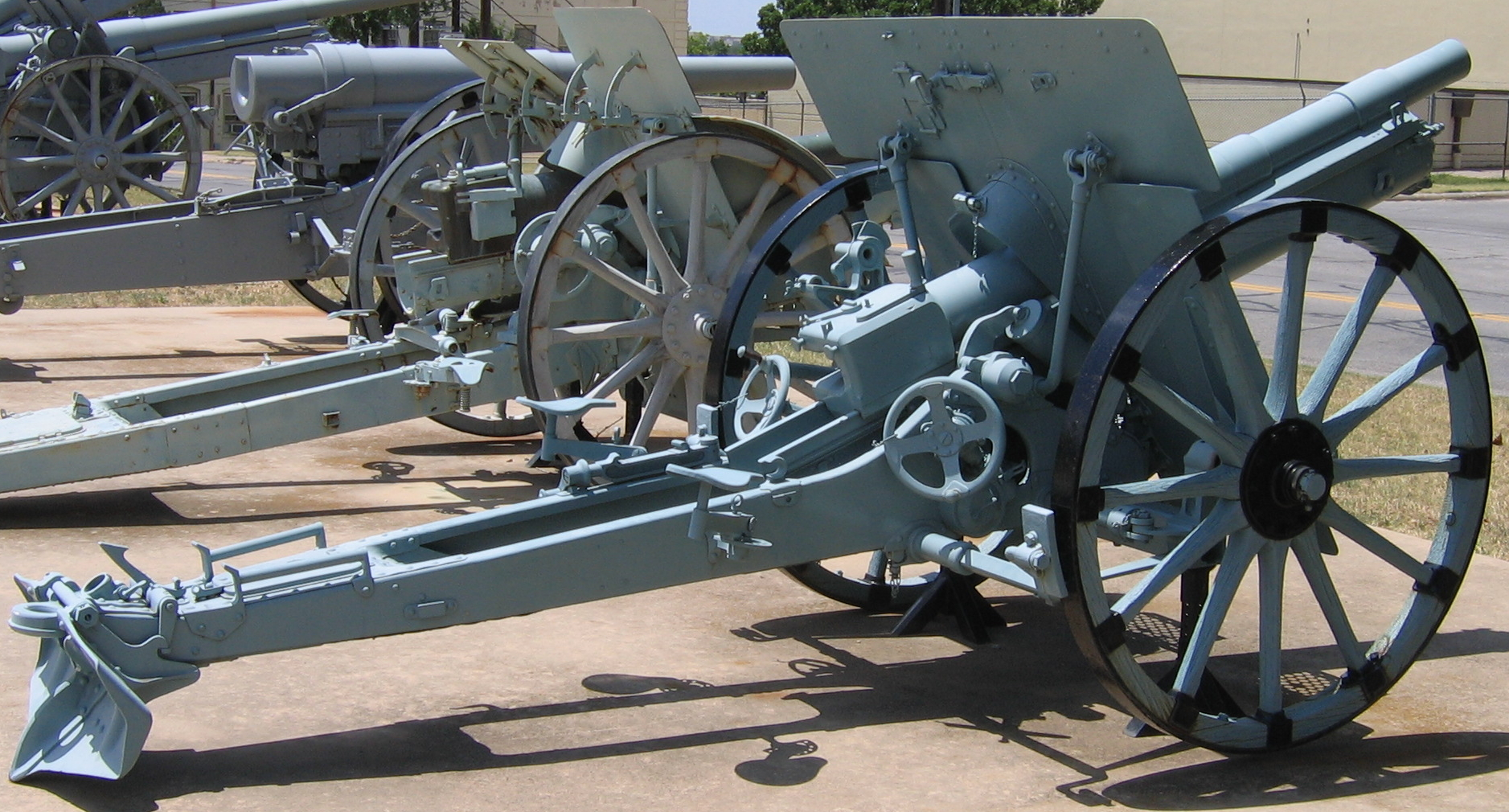
8cm FK M 17

8cm polní kanón M 17 (německy: 8 cm Feldkanone M 17) byla zbraň, kterou používalo Rakousko-Uhersko v první světové válce.
Kanón byl používán nejen v běžných polních podmínkách, ale i jako horský kanón. Po rozpadu Rakouska-Uherska byl používán v Rakousku, Jugoslávii a Československu. Zbraně, které ukořistilo nacistické Německo,  byly použity ještě za druhé světové války pod označení 7,65 cm FK 17 (ö) nebo (t) a 7,65 cm FK 303 (j). 

## Technické údaje
- Výrobce: Škoda Plzeň
- Ráže: 76,5 mm
- Hmotnost: 1319 kg
- Délka: 2297 mm (30 ráží)
- Odměr: ± 4°
- Náměr: −10° až +45°
- Rychlost střelby: 10–12 ran/min
- Úsťová rychlost: 500 m/s
- Dostřel: 9900 m